# Oswald Trapp
Oswald Raimund Trapp (vollständiger Name bis 1919: Oswald Raimund Graf Trapp von Matsch zu Pisein und Caldonatsch, verkürzt Oswald Trapp, Graf von Matsch, meist als Oswald Graf Trapp; * 17. September 1899 in Innsbruck; † 2. März 1988 in Volders in Tirol) war ein österreichischer Kunsthistoriker und Denkmalpfleger.

## Leben und Wirken
Oswald Trapp wuchs auf der Churburg, der Stammburg der Adelsfamilie Trapp in Südtirol, auf. Er studierte Kunstgeschichte an den Universitäten Wien und Innsbruck. 1931 wurde er zum Dr. phil. promoviert. Seine Dissertation behandelte die „Churburger Rüstkammer“. Bereits ab 1930 war er als wissenschaftliche Hilfskraft und dann als „fachwissenschaftlicher Mitarbeiter für die Denkmalpflege in Tirol“ unter Landeskonservator Josef Garber beim Bundesdenkmalamt tätig. Nach dem Tod Garbers 1933 wurde er als Nachfolger bestellt. Er erhielt diese Funktion aus budgetären Gründen nur ehrenamtlich. Als er aber das Bundesdenkmalamt verlassen wollte, wurde er im Jahr 1934 doch in den wissenschaftlichen Dienst aufgenommen und 1935 pragmatisiert. Seine Stellung als Landeskonservator behielt er auch nach dem Anschluss Österreichs im Jahr 1938 bei. 1941 wurde er zum wissenschaftlichen Rat ernannt.
Während der Kriegsjahre wurde Trapp bis 1943 nur zu kurzzeitigen Wehrdienstleistungen herangezogen, musste aber ab 1943 regulär einrücken. Verdienste erwarb er sich in dieser Zeit im Schutz angesichts der „Bedrohung des beweglichen und unbeweglichen, vor allem des kirchlichen Kunstbesitzes“. In den Jahren von 1937 bis 1946 war er auch Vorstand des Tiroler Landesmuseums Ferdinandeum. In den Jahren 1940–1943 war er ständiger Mitarbeiter der Kulturkommission des SS-Ahnenerbes, die im Kontext der Option in Südtirol agierte, und in Bozen der Gruppe Kunst zugeteilt. Bis 1959 war er Landeskonservator von Tirol. Sein Hauptinteresse galt vor allem der Burgenkunde. Er starb am 2. März 1988 auf Schloss Friedberg bei Volders.

## Auszeichnungen
- 1958 Ehrenzeichen des Landes Tirol
- 1980 Fritz-Schumacher-Medaille in Gold der Alfred Toepfer Stiftung F.V.S.[3]
- 1981 Ehrenmitglied des Südtiroler Burgeninstituts[4]

## Veröffentlichungen (Auswahl)
- Die Churburger Rüstkammer. Methuen, London 1929.
- Die Kunstdenkmäler Tirols in Not und Gefahr. Bericht des Landeskonversators über die Geschehnisse in den Jahren 1938–1945. Hrsg. von Margarete Friedrich. Rohrer, Innsbruck 1947.
- Churburg, Südtirol/Italien (= Kleine Kunstführer. Nr. 779). Schnell & Steiner, München 1963.
- (Hrsg.): Tiroler Burgenbuch. 8 Bände. Athesia, Bozen 1972–1989.
- The armoury of the Castle of Churburg. Translated, with a preface by James Gow Mann. Magnus, Udine 1995.